# Karamanite, Varna
Karamanite (în bulgară Караманите) este un sat în comuna Vălci Dol, regiunea Varna,  Bulgaria. 

## Demografie
Componența etnică a satului Karamanite
     Turci (30,74%)
     Bulgari (49,19%)
     Nicio identificare (20,06%)
     Altele (0%)
La recensământul din 2011, populația satului Karamanite era de 309 locuitori. Nu există o etnie majoritară, locuitorii fiind bulgari (49,19%) și turci (30,74%). Pentru 20,06% din locuitori nu este cunoscută apartenența etnică.